# Peer Norrbohm
Peer Norrbohm, auch bekannt als Peer Nielsen, (* 25. Juni 1942 in Kopenhagen) ist ein ehemaliger dänischer Kanute.

## Erfolge
Peer Norrbohm nahm an den Olympischen Spielen 1964 in Tokio mit John Rungsted Sørensen im Zweier-Canadier auf der 1000-Meter-Strecke teil. Als Dritte des Vorlaufs qualifizierten sie sich für das Finale, das sie auf dem dritten Platz beendeten. Nach 4:07,48 Minuten überquerten sie nach dem siegreichen sowjetischen Duo Andrij Chimitsch und Stepan Oschtschepkow sowie Jean Boudehen und Michel Chapuis aus Frankreich die Ziellinie, womit sie die Bronzemedaille gewannen.
Ein Jahr darauf belegten sie auch bei den Europameisterschaften in Bukarest im Zweier-Canadier über 1000 Meter den dritten Platz.